# Nebostenus terebratus
Nebostenus terebratus är en stekelart som beskrevs av Ian D. Gauld 1984. Nebostenus terebratus ingår i släktet Nebostenus och familjen brokparasitsteklar. Inga underarter finns listade i Catalogue of Life.